# Nejvyšší hory Střední Ameriky
Nejvyšší hory Střední Ameriky. Dva vrcholy jsou vyšší než 4 000 metrů. Nejvyšší hora Střední Ameriky vulkán Tajumulco (4 220 m) a vulkán Tacaná (4 067 m). Obě hory leží v Guatemale (Tacaná leží na hranici s Mexikem). Obě jsou součástí pohoří Sierra Madre de Chiapas.
Z patnácti nejvyšších vrcholů Střední Ameriky leží většina v Guatemale (11), tři leží v Kostarice a jeden v Panamě. Většina vrcholů rovněž leží v pohoří Sierra Madre de Chiapas (10), čtyři z nejvyšších hor Střední Ameriky se nachází v hlavním kostarickém horském pásmu Cordillera de Talamanca.
Ve výčtu jsou zastoupeny pouze vrcholy s prominencí vyšší než 450 metrů.

## 15 nejvyšších vrcholů Střední Ameriky

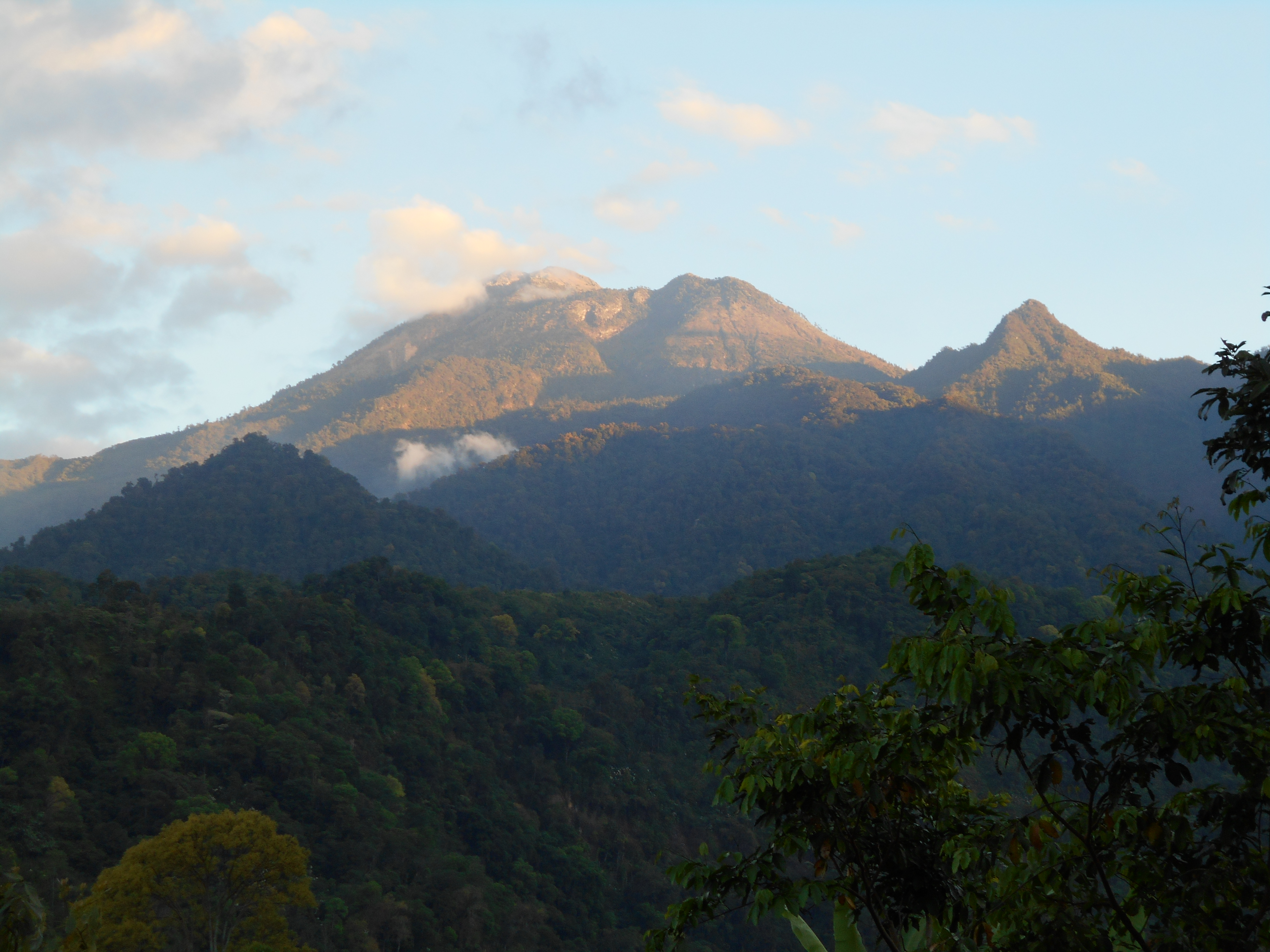
Tajumulco

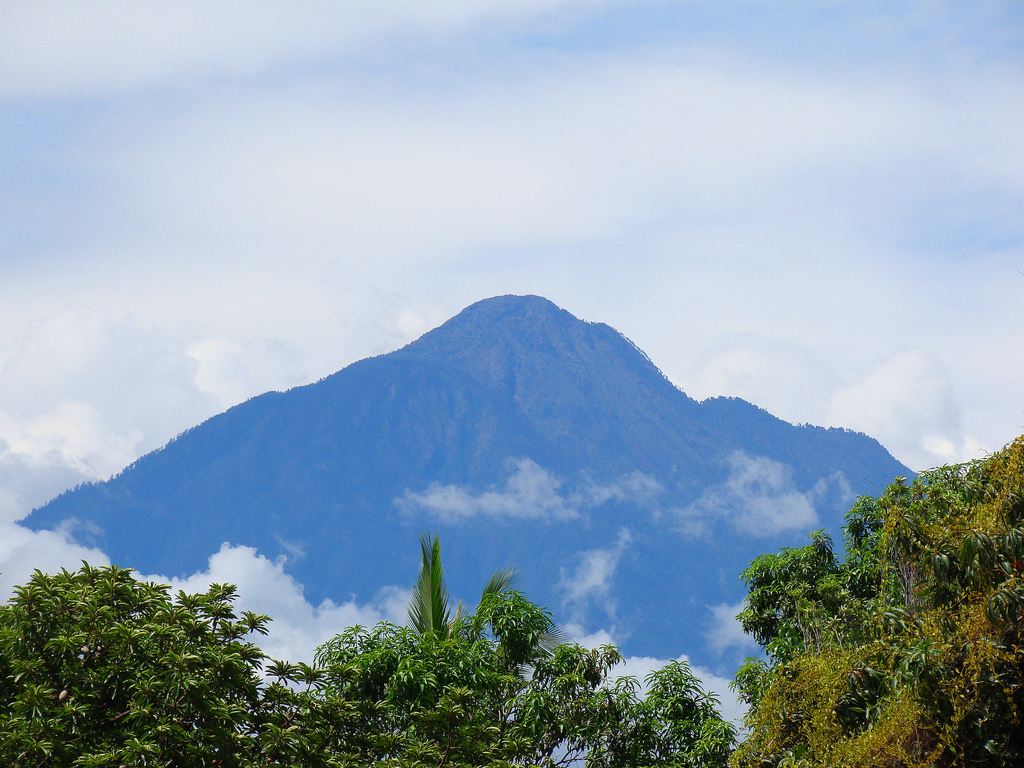
Tacaná

Irazú

|    | Vrchol               | Země             | Pohoří                     | Výška (m) | Prominence (m) |
| -- | -------------------- | ---------------- | -------------------------- | --------- | -------------- |
| 1  | Tajumulco            | Guatemala        | Sierra Madre de Chiapas    | 4 220     | 3 980          |
| 2  | Tacaná               | Mexiko Guatemala | Sierra Madre de Chiapas    | 4 067     | 3 304          |
| 3  | Acatenango           | Guatemala        | Sierra Madre de Chiapas    | 3 975     | 1 835          |
| 4  | Cerro de los Cuervos | Guatemala        | Sierra de los Cuchumatanes | 3 837     | 1 878          |
| 5  | Cerro Chirripó       | Kostarika        | Cordillera de Talamanca    | 3 819     | 3 755          |
| 6  | Santa María          | Guatemala        | Sierra Madre de Chiapas    | 3 772     | 1 054          |
| 7  | Fuego                | Guatemala        | Sierra Madre de Chiapas    | 3 763     | 463            |
| 8  | Agua                 | Guatemala        | Sierra Madre de Chiapas    | 3 761     | 1 981          |
| 9  | Pico Zunil           | Guatemala        | Sierra Madre de Chiapas    | 3 542     | 832            |
| 10 | Atitlán              | Guatemala        | Sierra Madre de Chiapas    | 4 520     | 1 540          |
| 11 | Santo Tomás          | Guatemala        | Sierra Madre de Chiapas    | 3 505     | 485            |
| 12 | Cerro Buenavista     | Kostarika        | Cordillera de Talamanca    | 3 491     | 691            |
| 13 | Barú                 | Panama           | Cordillera de Talamanca    | 3 474     | 1 324          |
| 14 | Irazú                | Kostarika        | Cordillera de Talamanca    | 3 432     | 1 897          |
| 15 | Tolimán              | Guatemala        | Sierra Madre de Chiapas    | 3 158     | 618            |